# Кабулов, Замир Набиевич
Зами́р Наби́евич Кабу́лов (род. 22 июня 1954 в Узбекской ССР) — российский дипломат, чрезвычайный и полномочный посол Российской Федерации в Афганистане (2004—2009).

## Биография
В 1977 году окончил Московский государственный институт международных отношений (МГИМО) МИД СССР. Владеет персидским и английским языками.
C 1977 года — на дипломатической службе, работал на различных дипломатических должностях в центральном аппарате МИД СССР и МИД России и за рубежом, в том числе в составе советско-афганской пограничной комиссии, в которую входили представители Генштаба и МИД.
- В 1979—1983 годах — работал в посольстве СССР в Иране.
- В 1983—1987 годах — второй секретарь посольства СССР в Афганистане (Кабул).
- В 1987—1991 годах — работал в центральном аппарате МИД и в Дипломатической академии.
- В 1991—1992 годах — советник посольства в Афганистане, затем в посольстве в Пакистане.
- В 1995 году участвовал в переговорах с движением Талибан об освобождении российского экипажа Ил-76, который оказался в плену в Кандагаре.
- В конце 1990-х годов несколько лет работал старшим политическим советником в миссии ООН, которая занималась Афганистаном.
- В 1998—2004 годах — заместитель директора Третьего департамента Азии МИД России, специальный представитель министра иностранных дел на переговорах в Бонне по Афганистану.
- С 17 февраля 2004 по 21 сентября 2009 года — чрезвычайный и полномочный посол Российской Федерации в Афганистане[2].
- В 2010—2024 годах — директор Второго департамента Азии МИД России.
- С 22 марта 2011 года — специальный представитель президента Российской Федерации по Афганистану[3].
- С 17 мая 2011 года — член Коллегии МИД Российской Федерации[4].

## Награды
- Орден Александра Невского (30 марта 2020) — за большой вклад в реализацию внешнеполитического курса Российской Федерации и многолетнюю добросовестную дипломатическую службу[5]
- Орден Почёта
- Орден «За личное мужество»[3]
- Орден Дружбы (2 октября 2003) «за большой вклад в разработку и реализацию внешнеполитического курса Российской Федерации»[6]
- Заслуженный работник дипломатической службы Российской Федерации (5 мая 2025) — за большой вклад в реализацию внешнеполитического курса Российской Федерации и многолетнюю добросовестную дипломатическую службу[7]
- Почётная грамота Президента Российской Федерации (25 сентября 2014) — за значительный вклад в реализацию внешнеполитического курса Российской Федерации и многолетнюю добросовестную работу[8]

## Дипломатический ранг
- Чрезвычайный и полномочный посланник 2 класса (10 февраля 2004)[9]
- Чрезвычайный и полномочный посланник 1 класса (28 июня 2006)[10]
- Чрезвычайный и полномочный посол (12 июля 2010)[11]